# Chirnyssoides
Genre
Chirnyssoides est un genre d'acariens de la famille des Sarcoptidae. Les espèces de ce genre parasitent les chauves-souris et vivent sur le ailes de leurs hôtes.

## Liste d'espèces
Une dizaine d'espèces sont reconnues :
- Chirnyssoides amazonae Fain, 1959 (syn. : Chirnyssoides carolliae Fain, 1962)
- Chirnyssoides brasiliensis Fain, 1959
- Chirnyssoides caparti Fain, 1959
- Chirnyssoides noctilionis (Dusbábek, 1970)
- Chirnyssoides parvisuctus Fain & Lukoschus, 1975
- Chirnyssoides phyllostomus Fain & Lukoschus, 1975
- Chirnyssoides surinamensis Fain & Lukoschus, 1971
- Chirnyssoides stenoderma Fain & Lukoschus, 1975
- Chirnyssoides vampyrops Fain & Lukoschus, 1975
- Chirnyssoides venezuelae Fain, 1959